# Deutoleon lineatus
Deutoleon lineatus is een insect uit de familie van de mierenleeuwen (Myrmeleontidae), die tot de orde netvleugeligen (Neuroptera) behoort. 
Deutoleon lineatus is voor het eerst wetenschappelijk beschreven door Fabricius in 1798.